# Río Tuxpan
Le Río Tuxpan est un fleuve qui prend naissance à la confluence des rivières Pantepec, qui prend sa source dans l'État de Hidalgo, et Vinazco, qui prend sa source dans l'État de Puebla, ses deux sources se situant dans le massif montagneux de la Sierra Madre orientale. Le fleuve Tuxpan poursuit ensuite sa course dans le nord de l'État de Veracruz, pour se jeter dans le golfe du Mexique.